# 南非博彩
在南非，博彩自1673年起被嚴格限制；1965年南非的賭博法案正式禁止了一切形式的賭博和投注（賽馬、持牌賭場及官營博彩活動除外）。
在70年代末，不少賭場在班圖斯坦地區中的博普塔茨瓦納、西斯凱、特蘭斯凱及文達開始營運的班圖斯坦（稱為家園的名義上獨立的區域）運行。這些賭場是專門向南非土著提供娛樂，大多數的南非市民無法訪問這些博彩場所。於1995年，南非境內估計有2000所非法賭運作。當南非新的民主政府在1994年上台後，所有形式的賭博合法化。1996年，南非推行國家賭博法案，設立賭場發牌和國營彩票制度，也宣布為賽馬合法賭博活動。此法案又對賭博活動作出了統一的規範和標準有關賭博在全國各地的規定，對不同的賭博作出定義，並指出各省之間分配賭牌的辦法；法案也它還成立了全國賭博理事會，負責監管博彩業。

## 博彩形式
根據一項2006年進行的研究，南非最流行的賭博形式依次是購買國營彩票（86.9%）、打老虎機（27.7%）、購買刮刮卡（22.7%）、參與慈善博彩（11.6%）和賽馬投注（11.5%），而8.3%的受訪者表示他們沒有賭博，另外5.5%表示他們參與賭博沒有固定形式。在2006/2007財政年度，國家賭博董事會指合法博彩總收入為135.2億蘭特，當中推算有86.2%是從賭場獲得。
南非國營彩票於2000年啟用，此後除了在短暫2007年4月和10月間停運外，一直繼續營運，是南非最流行的博彩形式。南非賭場大都位處市區，而賽馬因具複雜性和欠缺吸引力，無法與賭場和新引進的國營彩票競爭。

## 網上博彩

### 许可博彩网站
南非的九个省份中，每个省都设有一个赌博和赛马委员会。要提供在线博彩服务，博彩公司必须获得这些委员会之一的许可。目前，西开普赌博和赛马委员会（WCGRB）是最大的在线博彩公司许可提供者。 南非居民可以合法使用这些在线博彩网站。对于涉及赛马的投注，从赢得的金额中扣除6%以支付增值税。截至2012年5月，休闲赌徒无需支付额外的税款，休闲赌博的收益也不被视为应纳税收入。

### 网络博彩法规
2004年的《国家博彩法》禁止提供互动博彩服务和参与互动游戏（互联网上的游戏）。此规定适用于在任何司法辖区获得许可的所有在线经营者。然而，重要的是要注意，互动赌博专指诸如赌场、扑克和彩票等游戏。在南非，在线体育博彩、在线赛马博彩以及簿记业务是合法的，前提是从事此类业务的人持有必要的省级簿记员许可证，或者使用具有适当许可证的网站。
2008年7月发布的《国家博彩修正法》旨在尝试合法化该国的互动赌博，并为该市场的监管制定规定。修正法受到了利益相关方（实体赌场和反洗钱机构）的积极反对。因此，该法案尚未生效。
2010年8月20日，即便是通过位于国外的服务器提供的在线赌博也在南非被禁止。这是由于北豪登高等法院对该国在线赌博交易的管辖权的判决结果。因此，提供在线赌博服务和在线赌博都变得非法。唯一的例外是省份获得许可的赛马和在线体育博彩。为在线赌徒提供支付服务的赌场网站、个人、互联网服务提供商和银行都将面临1000万兰特的罚款或10年监禁，或者两者兼施。传播或促进在线赌博服务的大众传媒渠道（电视和广播、报纸和杂志、户外广告机构）也将被追究责任。
南非贸易和工业部还建议将竞拍一分钱视为一种在线赌博，并将其非法化。2008年《全国赌博修正法案》可能在对针对“互动赌博”的高等法院裁决的上诉之后生效。